# Clemens August von Bayern

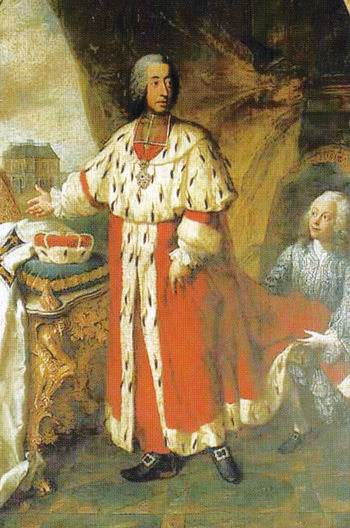
Clemens August mit allen Zeichen seiner geistlichen und weltlichen Herrschaft: Kurmantel und Kurhut stehen für das Kurfürstentum Köln, das auf der Brust hängende bischöfliche Pektorale, der Kragen des Priesterornats und die auf dem Tisch hinter dem Kurhut liegende Mitra versinnbildlichen sein Amt als Erzbischof von Köln, links im Hintergrund Schloss Falkenlust, gemalt von Georges Desmarées, um 1746, Öl auf Leinwand, Standort: Schloss Augustusburg

Clemens August Maria Hyazinth, Herzog von Bayern (* 16. August 1700 in Brüssel; † 6. Februar 1761 in Koblenz) war als Clemens August I. von 1723 bis zu seinem Tod Erzbischof von Köln und damit gleichzeitig Kurfürst des Heiligen Römischen Reiches und Landesherr des zugehörigen Erzstiftes. Des Weiteren vereinte er die Ämter des Fürstbischofs von Paderborn und Münster (ab 1719), Hildesheim (ab 1724) und Osnabrück (ab 1728) sowie des Hochmeisters des Deutschen Ordens (ab 1732) in sich. Zuvor war er bereits Fürstbischof von Regensburg und Propst von Altötting. Er entstammte dem Haus Wittelsbach.
Clemens August, zeitgenössisch wegen seiner Bischofssitze als Monsieur des cinq églises (Herr der fünf Kirchen) bezeichnet, war einer der wichtigsten geistlichen Reichsfürsten seiner Zeit. Seine Außenpolitik war von häufigen Bündniswechseln geprägt. Der Nachwelt in Erinnerung geblieben ist er als prunkliebender Rokokofürst, der eine prachtvolle Hofhaltung betrieb und zahlreiche Schlösser bauen oder umbauen ließ.

## Familie und frühe Jahre
Clemens August war vierter Sohn und fünftes Kind des Kurfürsten Max Emanuel von Bayern und seiner zweiten Ehefrau Teresa Kunegunda Sobieska, einer Tochter des polnischen Wahlkönigs Jan Sobieski. Er hatte neun Geschwister und fünf Halbgeschwister aus anderen Verbindungen seines Vaters. Ein Bruder war Karl Albrecht, späterer Kurfürst von Bayern und als Karl VII. römisch-deutscher Kaiser. Der Bruder Ferdinand Maria war kaiserlicher Feldmarschall des Reiches. Johann Theodor war Bischof von Regensburg, Freising und Lüttich. Ein Onkel war sein Vorgänger als Erzbischof von Köln, Joseph Clemens.
Zur Zeit seiner Geburt war der Vater Generalstatthalter in den spanischen Niederlanden. Mit dem spanischen Erbfolgekrieg kehrte die Familie nach Bayern zurück. Der Vater verbündete sich mit Frankreich und stellte sich gegen Kaiser und Reich. Er verlor 1704 die Schlacht von Höchstädt gegen Prinz Eugen, seinen einstigen Kampfgefährten in Ungarn. Der Vater wurde geächtet und floh ins Exil. Clemens August verbrachte, nach anfänglichem Verbleib in München, die Zeit von 1706 bis 1712 in Klagenfurt und anschließend bis zum Ende des Krieges 1715 in Graz in österreichischer Ehrenhaft. Er erhielt vor allem von Jesuiten eine standesgemäße Erziehung unter kaiserlicher Aufsicht. Erst nach dieser mehr als zehnjährigen Trennung sah er seine Eltern wieder, als sein Vater 1715 seine Herrschaft zurückerhielt.

## Ämterkumulation in der Reichskirche
Sein Vater verfolgte unverdrossen europapolitische Ziele aus dynastischen Machtinteressen, bildete seine vier Söhne dementsprechend aus und überließ auch Eheschließungen nicht dem Zufall. Clemens August bestimmte er – ebenso wie seine Brüder Philipp Moritz und Johann Theodor – für den geistlichen Stand. Sie sollten wichtige Positionen in der Reichskirche übernehmen, um so den bayerisch-wittelsbachischen Einfluss zu vergrößern. Ursprünglich sollte Clemens August Bischof von Freising, Regensburg und Speyer werden, während sein Bruder Philipp Moritz geistliche Würden in Nordwestdeutschland erhalten sollte. 1715 erhielt Clemens August seine erste Tonsur und wurde Koadjutor des Bistums Regensburg und der Fürstpropstei Berchtesgaden. Von 1716 bis 1719 war er Bischof von Regensburg. Im Jahr 1718 wurde er Propst des Klosterstifts Altötting. Dieses Amt behielt er bis 1721. Im Jahr 1719 erhielt er auch eine Domherrenstelle in Köln, die er bis 1723 behielt und eine weitere Domherrenstelle in Lüttich, die er erst 1757 aufgab.

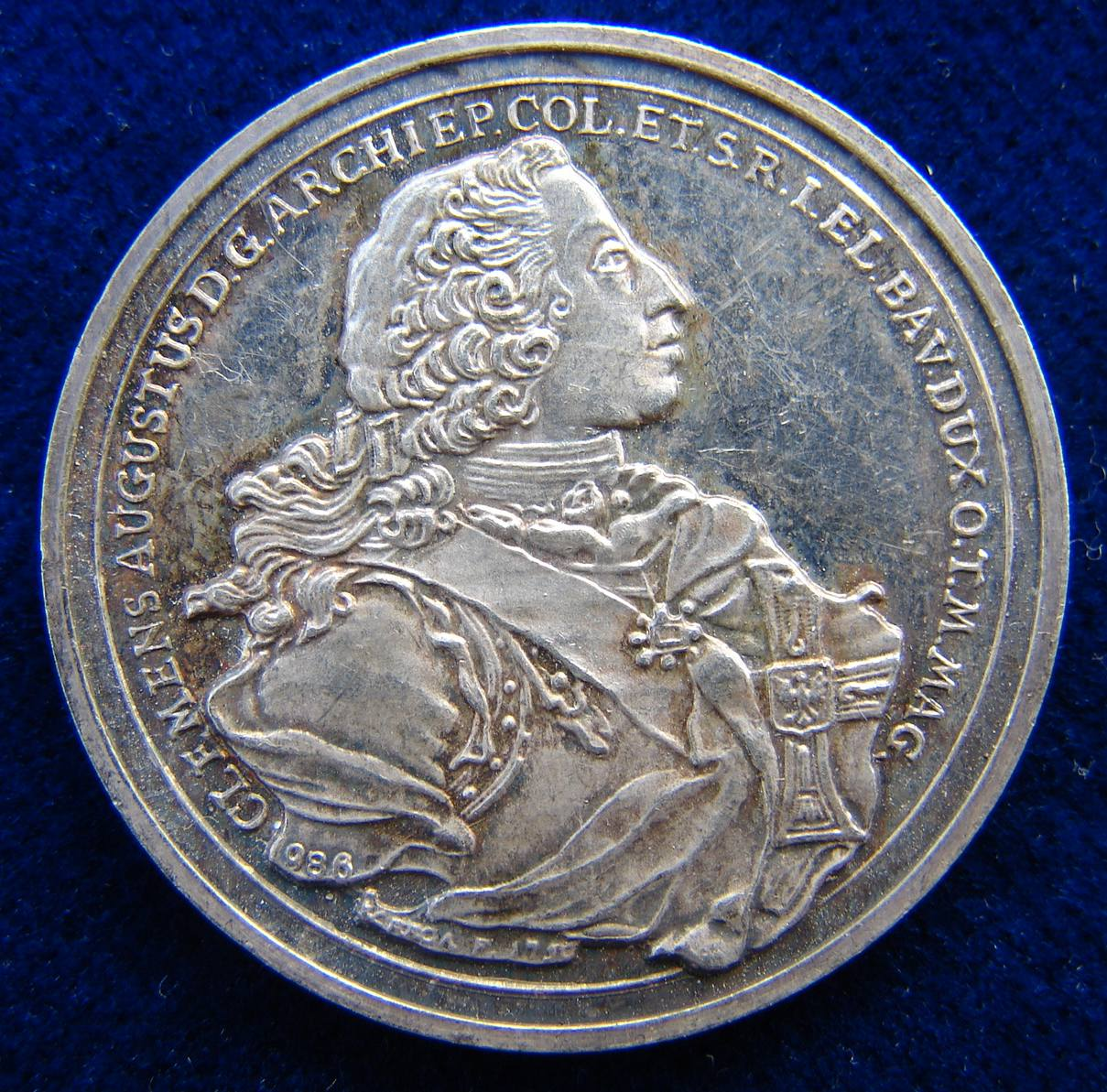
Clemens August auf einer Silbermedaille von Franz Andreas Schega, 1750 (Faksimile der Partin Bank)

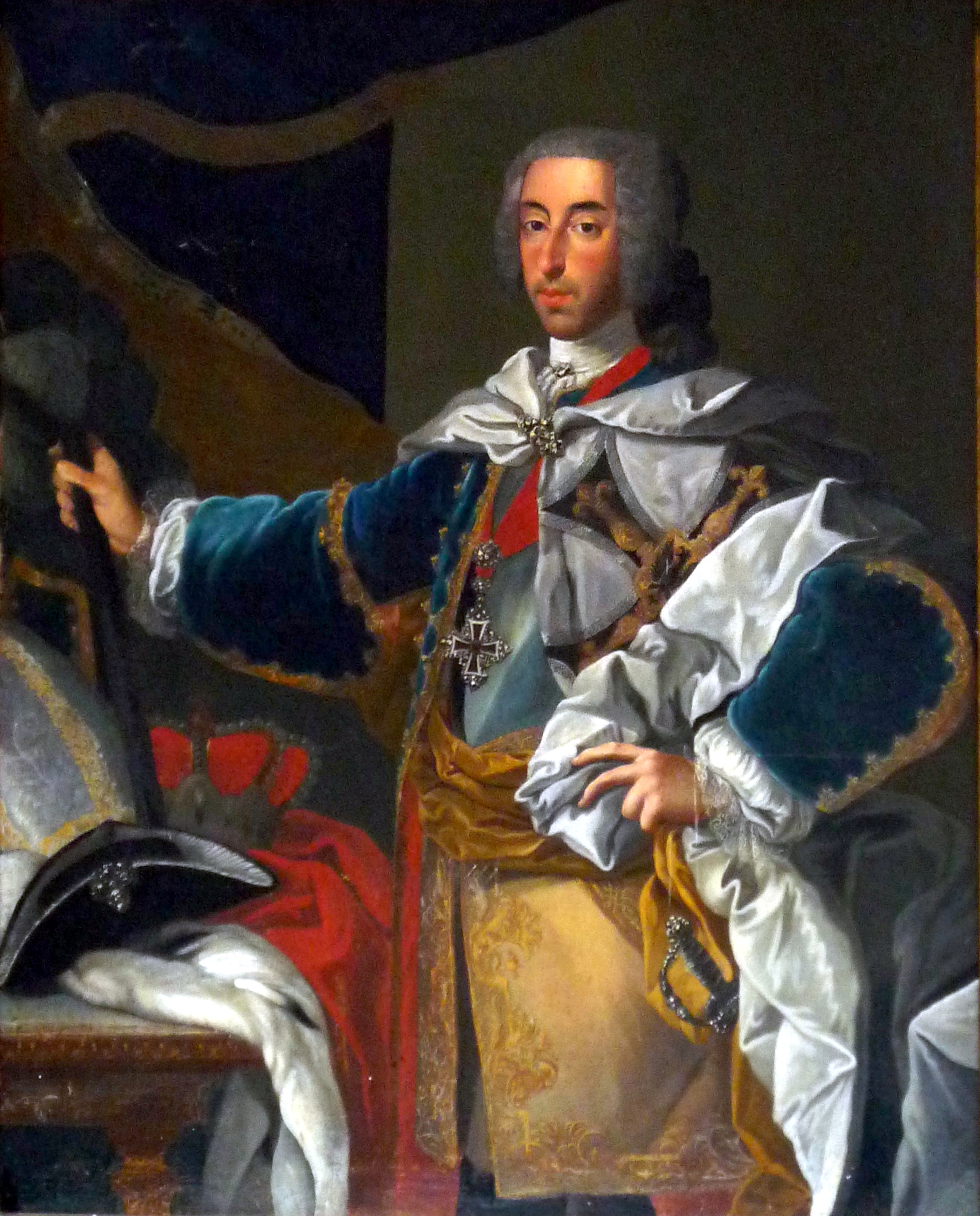
Clemens August als Hochmeister des Deutschen Ordens (Porträt auf der Burg Meersburg)

Von 1717 bis 1719 ging er, zusammen mit seinem Bruder Philipp Moritz, zur Vertiefung seiner theologischen Studien nach Rom. In dieser Zeit bemühte sich der Vater intensiv um weitere Ämter und Würden für die beiden Söhne. 1719 wurde er, nach dem Tod seines Bruders, der ursprünglich für diese Posten vorgesehen war und in Rom an Blattern starb, Fürstbischof von Münster und Paderborn. Das Bistum Regensburg hatte er dafür aufgeben müssen. Sein Vater drängte seinen widerstrebenden Bruder Kurfürst-Erzbischof Joseph Clemens von Bayern, seinen Neffen 1722 als Koadjutor des Erzbistums Köln mit dem Anrecht der Nachfolge anzunehmen. Vor allem Ferdinand von Plettenberg kümmerte sich um die Zustimmung der Domherren bei einer künftigen Wahl. Gewisse Widerstände hatte dieser beim Kölner Dompropst und Kardinal Christian August von Sachsen-Zeitz zu überwinden, der für einen Neffen verschiedene Ansprüche anmeldete. Daraufhin musste die kaiserliche und päpstliche Zustimmung zu der Ämterkumulation eingeholt werden. Mit deren Einverständnis bestätigten die Domherren Clemens August als Koadjutor. Schon 1723, mit dem Tod seines Onkels Joseph Clemens von Bayern, konnte er dessen Nachfolge in Köln antreten.
Der Versuch, ihn auch in Lüttich zum Nachfolger von Joseph Clemens wählen zu lassen, scheiterte am Widerstand des Kaisers und Frankreichs. Stattdessen wurde er 1724 auch Fürstbischof von Hildesheim und 1728 von Osnabrück. Mit besonderem Stolz erfüllte ihn 1732 die Wahl zum Hochmeister des Deutschen Ordens (Hoch- und Deutschmeister). Damit übernahm er ein Amt, das bislang eine Domäne der Habsburger gewesen war, schon 1731 wurde er Inhaber des kaiserlichen Infanterieregiments „Deutschmeister“.
Diese Ballung geistlicher Herrschaften in einer Hand war bis dahin einzigartig. Sie stand eigentlich im Gegensatz zu den Beschlüssen des Konzils von Trient, wurde aber von der Kurie geduldet. Clemens August war als Kurfürst und mehrfacher Bischof in den Reichsfürstenstand aufgerückt und verfügte damit über nicht nur landesherrliche Gewalt in einem großen Teil Nordwestdeutschlands, sondern auch über mehrfache Sitze und Stimmen im Reichstag.
Zu seinem Aufstieg trug Clemens August selbst nur wenig bei. Vor allem sein Obristkämmerer und Premierminister Ferdinand von Plettenberg beeinflusste die Wahlen zu seinen Gunsten. Die Berichte von geistlichen Beobachtern aus seiner Zeit in Rom bescheinigten Clemens August „gute Qualitäten und Tugenden“, und man war auch in München überzeugt, dass er für sein Regierungsamt befähigt sei. Der päpstliche Nuntius in Rom lobte 1723 insbesondere den religiösen Eifer des damaligen Koadjutors. Er selbst verspürte indes wenig Neigung dazu, sich zum Priester weihen zu lassen. Gegenüber seinem Vater äußerte er einmal, dass er den Priesterstand unwürdig vertreten würde. Vor einer Weihe wollte er notfalls auf seine geistlichen Ämter und die Kurwürde verzichten. Der Vater brachte ihn rasch von diesen Gedanken ab. Papst Benedikt XIII. bestand auf der Priesterweihe als Gegenleistung für die Bestätigung der Wahl zum Bischof von Hildesheim. Nachdem sich Clemens August dazu endlich entschlossen hatte, wurde er 1725 im Schloss Schwaben bei München zum Priester geweiht. Im Jahr 1726 starb sein Vater. Ein Jahr später wurde Clemens August von Papst Benedikt XIII. persönlich zum Bischof geweiht. Dazu war der Papst – dies war eine außerordentliche Geste – ihm zum Weiheort, der Kirche Santa Maria della Quercia in Viterbo, entgegengereist.

## Politik

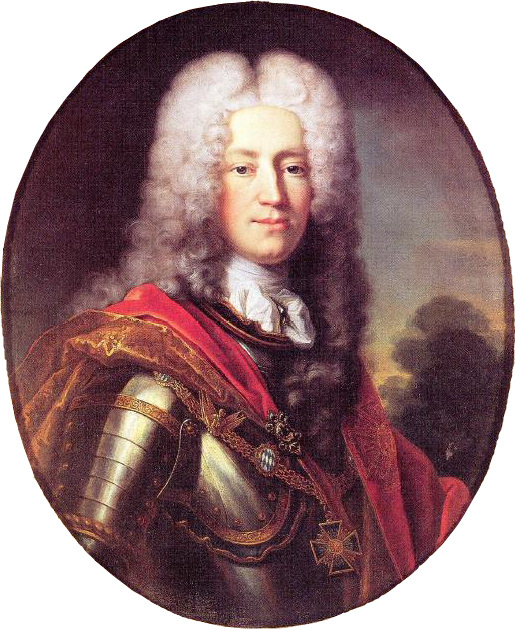
Ferdinand von Plettenberg um 1721/22, Ölgemälde von Joseph Vivien

Die innere und äußere Politik zerfällt zur Zeit von Clemens August in zwei Abschnitte. Im ersten bestimmte Ferdinand von Plettenberg den Kurs. Der zweite ist gekennzeichnet durch einen häufigen Wechsel von Personen und Institutionen. Nach dem Sturz Plettenbergs wollte Clemens August die Macht nicht mehr einer Person allein anvertrauen. Stattdessen wurde eine oberste Konferenz geschaffen. Aber niemand konnte die Person Plettenbergs ersetzen. Der Rat spielte daher nur eine untergeordnete Rolle. Etwas größer wurde die Bedeutung unter dem integeren Paderborner Dompropst Friedrich Christian von Fürstenberg, ehe dieser in Ungnade fiel. In der zweiten Hälfte der 1740er Jahre entwickelte sich eine Kabinettsregierung. In dieser spielte August Wilhelm von Wolff-Metternich eine zentrale Rolle. Nachdem dieser vom Kurfürsten fallen gelassen wurde, kehrte man zum Konferenzsystem zurück. Anfangs dominierte Hermann Werner von der Asseburg. Später übernahm Gottfried Joseph von Raesfeld im Rang eines Großkanzlers die Führung der Regierung.

### Außenpolitik
| Bündnisse und Verträge | von                       | mit                                                                                        | Anmerkungen                                              |
| ---------------------- | ------------------------- | ------------------------------------------------------------------------------------------ | -------------------------------------------------------- |
| 1724                   | Clemens August von Bayern | Maximilian II. Emanuel (Bayern), Franz Ludwig von Pfalz-Neuburg, Johann Theodor von Bayern | Wittelsbacher Hausunion                                  |
| 1726                   | Bayern, Kurköln           | Österreich                                                                                 | Clemens August folgt der kurbayerischen Politik bis 1730 |
| 1727                   | Bayern                    | Frankreich                                                                                 | Allianz- und Subsidienvertrag                            |
| 1728                   | Kurköln                   | Frankreich                                                                                 |                                                          |
| 1730/31                | Kurköln                   | Österreich                                                                                 | Clemens August wird 1732 Hoch- und Deutschmeister        |
| 1733                   | Kurköln                   | Frankreich                                                                                 | Polnischer Thronfolgekrieg 1733–1738                     |
| 1740                   | Bayern, Kurköln           | Frankreich                                                                                 | Österreichischer Erbfolgekrieg 1740–1748                 |
| 1744                   | Kurköln                   | Großbritannien                                                                             | Ausrichtung der Politik auf den Erwerb von Subsidien     |
| 1747                   | Kurköln                   | Frankreich                                                                                 |                                                          |
| 1749/50                | Kurköln                   | Großbritannien                                                                             |                                                          |
| 1751                   | Kurköln                   | Frankreich                                                                                 |                                                          |

Plettenberg erwies sich nicht wie erhofft als ein bloßes Werkzeug in der Hand des Münchener Hofes, sondern betrieb eine durchaus eigenständige Politik. Er stand zwar zeitweise mit Bayern, Frankreich und England gegen die Habsburger, knüpfte aber insgeheim Verbindungen nach Wien an. Auf seinen Einfluss ist der Übergang von Clemens August ins kaiserliche Lager zurückzuführen. Der Hof in München und französische Gesandte versuchten vergeblich, Clemens August von Plettenberg zu trennen.
Am 9. Mai 1733 wurde ein persönlicher Günstling des Kurfürsten, der Komtur Johann Baptist Freiherr von Roll, in einem Duell von Friedrich Christian von Beverförde zu Werries getötet. Dieser Fall brachte Clemens August völlig aus dem Gleichgewicht und er fürchtete um das Seelenheil des Freundes. Zudem machte er sich Vorwürfe das Duell nicht verhindert zu haben. Der Kurfürst nahm daher Kontakt zur Nonne Maria Crescentia Höss im Kloster Kaufbeuren auf, die er im Zuge eines Aufenthalts in München persönlich kennen gelernt hatte und die für ihre Visionen des Heiligen Geistes bekannt war. Clemens August folgte ihren Ratschlägen, um sich zu vergewissern, dass die Seele Rolls im Himmel sei. Zudem veranlasste er umfangreiche Ermittlungen, die zu zwei unterschiedlichen Versionen der Ereignisse führten. Die Schuld am Tod Rolls gab er Plettenberg. Dieser geriet in Ungnade und wurde aus seinen Ämtern entlassen. Danach geriet Clemens August unter den Einfluss wechselnder Günstlinge.
Nach dem Sturz Plettenbergs wandte sich Clemens August von seinem bisherigen österreichischen Verbündeten ab und Frankreich und Bayern zu. Dies tat er insofern zu einem ungünstigen Zeitpunkt, weil gerade der polnische Thronfolgekrieg ausbrach und ein Reichskrieg gegen Frankreich erklärt worden war. Dies führte zu einem Verfahren im Reich gegen Clemens August. Außerdem litten seine Territorien unter der Einquartierung von Soldaten. Ausgerechnet der von ihm entlassene Plettenberg wurde kaiserlicher Kommissar für den Niederrhein und arbeitete nun gegen seinen ehemaligen Herren. Nach dem Friedensschluss gewann eine habsburgisch orientierte Partei am Bonner Hof wieder an Gewicht. Als Kaiser Karl VI. starb, war es daher keineswegs sicher, dass Clemens August seinen Bruder Karl Albrecht bei dessen Streben nach der Kaiserkrone unterstützen würde. Letztlich brachten neue französische Hilfsgelder Clemens August auf die Seite seines Bruders. Er stimmte denn auch für die Wahl seines Bruders zum König der Römer und krönte diesen am 12. Februar 1742 zum Kaiser.
Allerdings fühlte er sich zu wenig beachtet und sah sich auch für seine Unterstützung wenig belohnt. Daher knüpfte er erneut Kontakt mit Wien an und nahm während des Österreichischen Erbfolgekrieges eine neutrale Haltung ein. Dafür erhielt er nunmehr Geld aus Österreich, England und den Niederlanden. Neben der Aversion des Kurfürsten gegen den preußischen Verbündeten Bayerns, dessen Einfall in Schlesien auch Besitzungen des Deutschen Ordens in Mitleidenschaft gezogen hatte, bestand vor allem Misstrauen gegenüber dem Münchner Hof, von dem Clemens August sich offenbar bevormundet fühlte. Hatte zuvor der französische Gesandte am Bonner Hof über maßgeblichen Einfluss verfügt, bestimmte nun der Österreicher Johann Karl Philipp Graf Cobenzl den politischen Kurs maßgeblich mit, ehe er bei Clemens August selbst in Ungnade fiel. Nach dem Tod seines Bruders 1745 hoffte er vergeblich auf eine große politische Rolle als Friedensvermittler. Er wählte Franz I. Stephan zum Kaiser mit, begann aber bereits erneut die Seiten zu wechseln. Am Rande von Festlichkeiten in Poppelsdorf verbündete er sich mit Frankreich, ohne seine Minister vorher darüber zu informieren.
Nach dem Aachener Frieden von 1748 verlor die französische Partei am Hof wieder an Einfluss und der Kurfürst wechselte 1750 für Subsidien von 400.000 Gulden im Jahr erneut die Seiten. Schon ein Jahr später verbündete sich Clemens August erneut mit Frankreich. Nunmehr bestimmte Hermann Werner von der Asseburg als Obristhofmeister und leitender Minister die kurkölnische Politik und konnte Clemens August für längere Zeit auf einem profranzösischen Kurs festlegen. Asseburg stürzte über eine ähnliche Affäre wie Plettenberg. Wieder starb mit Baron von Anstel unerwartet ein enger Freund des Kurfürsten. Clemens August glaubte fälschlicherweise, dass Asseburg diesen vergiftet hätte. Obwohl der leitende Minister stürzte, kam es zu keinem Bündniswechsel, waren doch Frankreich und Österreich nunmehr Verbündete gegen Friedrich II. von Preußen im Siebenjährigen Krieg.
Clemens August schloss sich der antifriderizianischen Koalition an und stellte Truppen zur Reichsarmee. Während des Krieges verfolgte er weitreichende und unrealistische politische Ziele: Aus der Hoch- und Deutschmeisterwürde leitete er Ansprüche auf preußische Gebiete im Baltikum ab. Die Forderung nach preußischen Territorien in Westfalen entsprach eher den politischen Realitäten. Der Siebenjährige Krieg wurde für seine Besitzungen schließlich zu einer schweren Belastungsprobe, da hier ein Großteil der Kampfhandlungen zwischen den Franzosen und der anglo-hannoverschen Koalition stattfand. Dabei wurde 1762 im Herzogtum Westfalen kurz nach dem Tod des Kurfürsten die von einer französischen Garnison verteidigte Residenz Schloss Arnsberg durch die Alliierte Armee bombardiert und zerstört. Bei Kriegsende gehörte das Hochstift Paderborn mit Kriegslasten von 7,371 Millionen Reichstalern in Westdeutschland zu den am schwersten durch den Krieg geschädigten Territorien. Zeitweise stand die Existenz des Hochstifts auf dem Spiel.

### Militär

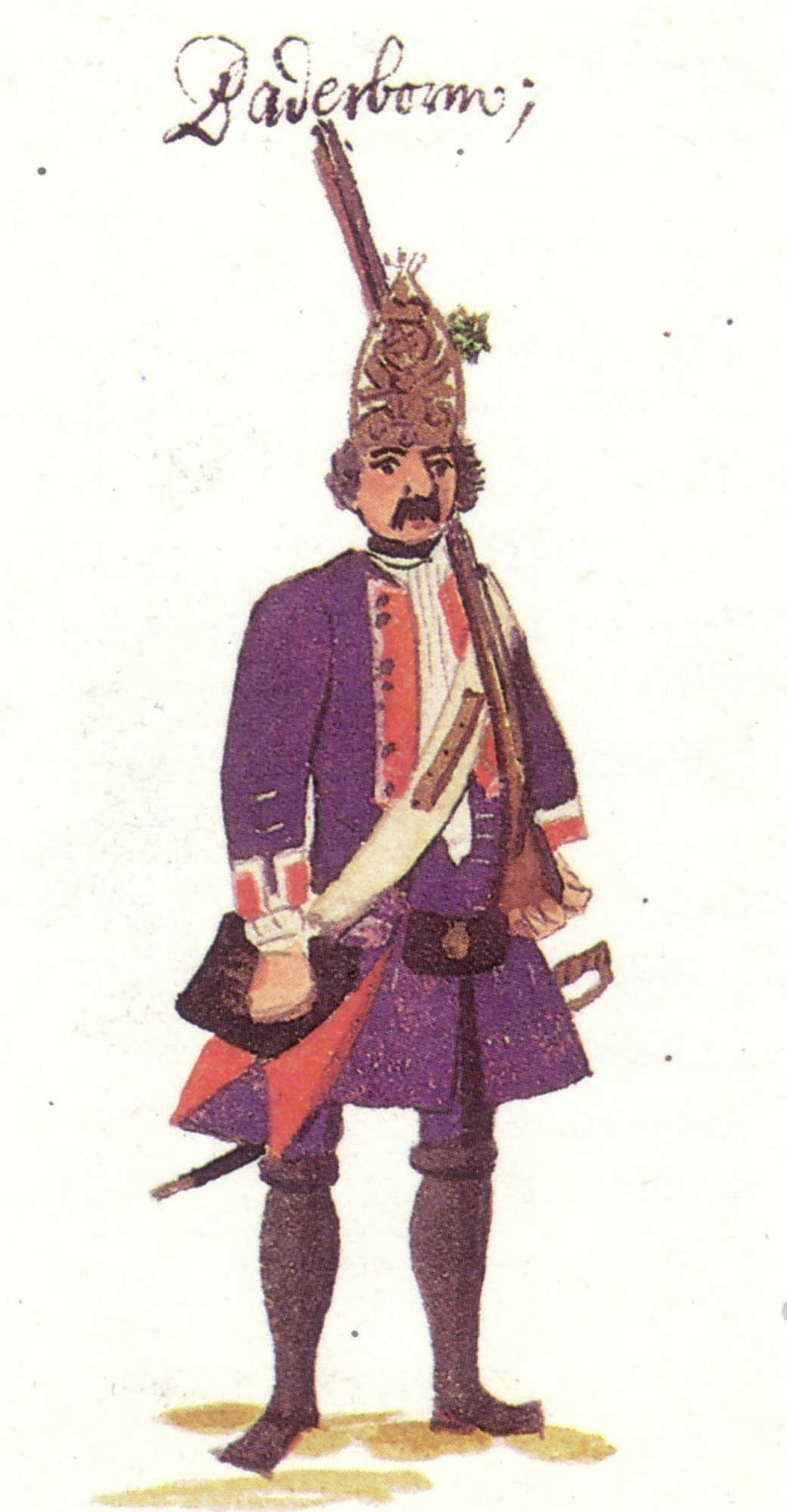
Grenadier des Hochstifts Paderborn als Teil der Reichsarmee am Rhein 1734 in der Gudenus-Handschrift

In seiner Doppelrolle als geistlicher und weltlicher Herrscher verfügte Clemens August über die Regimenter seiner in Personalunion verbundenen Territorien. Da sich die Führung von Angriffskriegen kaum mit seinem Amt als Fürstbischof vereinbaren ließ, hatten seine Truppen vor allem defensive Aufgaben zu erfüllen. Dazu gehörte die Verteidigung des Territoriums, die Stellung von Kontingenten zur Reichsarmee und Exekutionen auf Kreisebene. Die Truppen des Kurfürsten wurden auch in die dynastische Politik der Wittelsbacher einbezogen. Im Vertragstext der Wittelsbacher Hausunion mit Bayern, der Pfalz und Trier von 1724 verpflichtete er sich im Verteidigungsfall zur Stellung von 3000 Mann zu Pferde und 7000 Mann zu Fuß.
Clemens August tat sich militärisch während des Polnischen Thronfolgekriegs hervor, als er sich im Rahmen eines Subsidienvertrags mit Frankreich verpflichtete, seine Armee aufzurüsten. In einem Lager bei Plittersdorf zog er neu aufgestellte Regimenter zusammen und machte aus der Vereidigung der Truppen ein höfisches Fest, obwohl von Seiten der bayrischen Wittelsbacher ursprünglich Geheimhaltung geplant war. Die kurkölnischen Stände verweigerten daraufhin alle Steuerzahlungen. Ende August 1734 griffen unter den neuen Truppen, wegen des ausbleibenden Solds, Desertionen um sich. Das Lager von Plittersdorf musste schließlich im Oktober 1734 aufgehoben werden. Im Reich und in Wien löste der Aufrüstungsversuch von Clemens August Befremden aus, da er vorher zumindest offiziell nicht in der Lage war, sein Kontingent zur Reichsarmee für den Krieg gegen Frankreich zu stellen. Das Vabanquespiel des Kurfürsten wurde mit Einquartierungen durch die Reichsarmee sanktioniert.
| Territorium          | Rüstungsstand im Sommer 1734                   |
| -------------------- | ---------------------------------------------- |
| Kurfürstentum Köln   | 6000 Mann                                      |
| Hochstift Münster    | 5000 Mann                                      |
| Hochstift Paderborn  | 819 Mann Infanterie und eine Invalidenkompanie |
| Hochstift Osnabrück  | 800 Mann                                       |
| Hochstift Hildesheim | 500 Mann                                       |

Die Ausbildung der Soldaten unter Clemens August orientierte sich an den führenden Militärmächten des Heiligen Römischen Reiches. Seit 1730 wurde in allen Territorien der Personalunion nach dem Vorbild des kaiserlichen Exerzierreglements ausgebildet. Nach dem Österreichischen Erbfolgekrieg erfuhr das preußische Exerzierreglement in Europa eine rasche Verbreitung. In Münster und Kurköln wurde seit 1752 nach dem preußischen Exerzierreglement ausgebildet. Das zeitgenössische Urteil über die Truppen des Kölner Kurfürsten war neutral bis positiv: Der französische Marschall Charles de Rohan, prince de Soubise stufte im Siebenjährigen Krieg zwei Münstersche Regimenter als gut und drei kurkölnische Regimenter als mittelmäßig ein.

### Kirchenpolitik

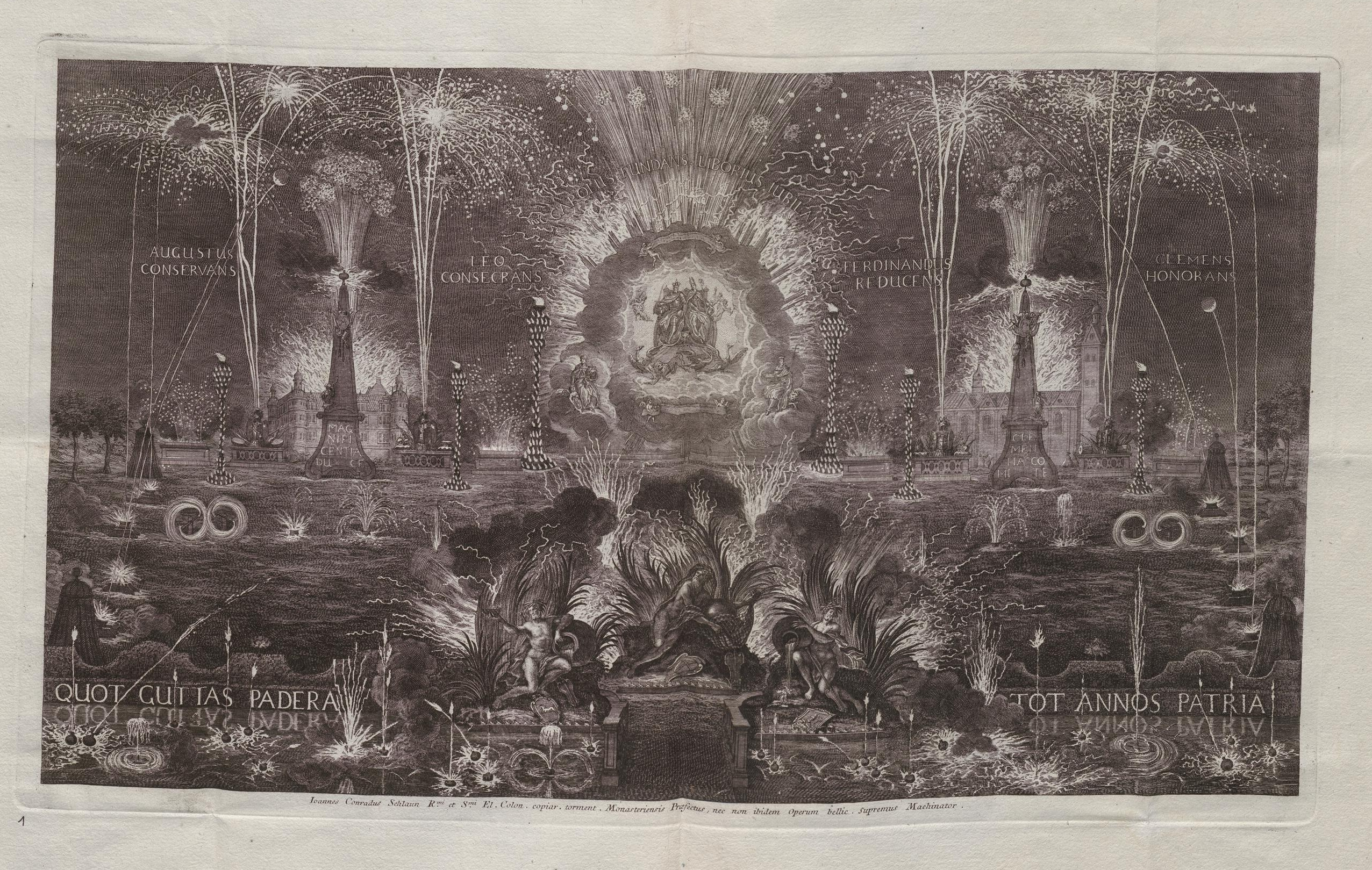
Kupferstich des Feuerwerks zur 900-Jahr-Feier der Überführung der Reliquien des Hl. Liborius nach Paderborn 1736

Clemens August hat durchaus Eifer für seine religiösen Aufgaben gezeigt. Er zelebrierte Messen, nahm an geistlichen Übungen teil, weihte Priester und Bischöfe. Persönlich war er von der barocken Frömmigkeit geprägt. Dabei spielte die Heiligen- und Marienverehrung eine große Rolle. Er unternahm Wallfahrten nach Kevelaer, Telgte, Altötting oder Loreto. Allerdings spielte dabei neben der Frömmigkeit auch die Freude an der Repräsentation eine Rolle. Des Weiteren suchte der Kurfürst den Kontakt zur Franziskanerin Maria Crescentia Höss und pflegte einen Briefwechsel mit ihr, in dem es unter anderem um das Seelenheil seines im Duell getöteten Vertrauten von Roll ging. Die Beziehung zum Papst war eher sachlich als herzlich. Ein Vorbild für den Klerus war er zweifellos nicht: Er hatte keine Probleme damit, unmittelbar nach religiösen Zeremonien rauschende Feste zu feiern und den Zölibat nahm er nicht sonderlich ernst.
In der Kirchenpolitik ließ er seinen Weihbischöfen und kirchlichen Behörden weitgehend freie Hand. Im Erzbistum Köln kam es etwa kaum zu einer Korrespondenz zwischen Erzbischof und Generalvikar. Eine wichtige Rolle spielten Hoftheologen aus dem Jesuitenorden. Zur Zeit seines Episkopats wurde 1738 das Kölner Priesterseminar neu errichtet. Dieses wurde nach ihm Seminarium Clementinum genannt. Neu war die Bestimmung, dass jeder, der ein Priesteramt anstrebte, ein Jahr ein Seminar zu besuchen hatte. Zahlreiche Kirchen im Erzbistum profitierten vom Mäzenatentum des Erzbischofs.
Auch wenn er meist jedes Jahr einige Zeit in Münster weilte, wurde die eigentliche Kirchenverwaltung von einheimischen Kräften geleistet. Er stiftete in Münster das Clemenshospital. In Clemenswerth bei Sögel gründete er ein Kapuzinerkloster auch zur Mission in den protestantischen Niederlanden.
Wie auch in den anderen Hochstiften musste Clemens August in Paderborn vor seinem Amtsantritt eine Wahlkapitulation unterzeichnen, die im Wesentlichen die Rechte des Domkapitels gegenüber dem Landesherren bestätigte. Auch in Paderborn überließ er die geistliche Amtsführung einem Weihbischof und dem Generalvikar. Er stiftete verschiedene kirchliche Ausstattungsstücke. Auf seine Empfehlung hin erbaute sein Hofbaumeister Franz Heinrich Roth die Jesuitenkirche in Büren. Auf die Besetzung der Dompräbenden in Paderborn übte Clemens August einen großen Einfluss aus. Um ein Gegengewicht zum einheimischen Stiftsadel zu schaffen, bevorzugte er rheinische Adelige. Ein Höhepunkt seiner Amtszeit waren 1736 die Festlichkeiten zum 900-jährigen Jubiläum der Translation der Gebeine des heiligen Liborius von Le Mans nach Paderborn.
Hildesheim hat Clemens August nur wenige Male besucht. Dort ließ er die barocke Umgestaltung des Mariendoms fortsetzen. Er ließ im Bistum einige Kirchen und auch die – für seine Verhältnisse bescheidene – Bischofsresidenz neu erbauen. Auch in Osnabrück beschränkte sich seine Wirksamkeit vor allem auf sein Mäzenatentum für kirchliche Einrichtungen.
Als Hochmeister des Deutschen Ordens hatte Clemens August einen kleinen Stab von Ordensrittern und Beamten in Bonn zur Verfügung und regierte die Angelegenheiten des Ordens meist aus der Ferne. Er ließ Schloss Mergentheim prächtig umbauen.
Clemens August war bis zum Erscheinen der Bannbulle In eminenti apostolatus specula von Papst Clemens XII. im Jahre 1738 Freimaurer. Während seiner Regentschaft entstand die erste Freimaurerloge in Bonn (→ Freimaurerei in Bonn).

### Innere Politik

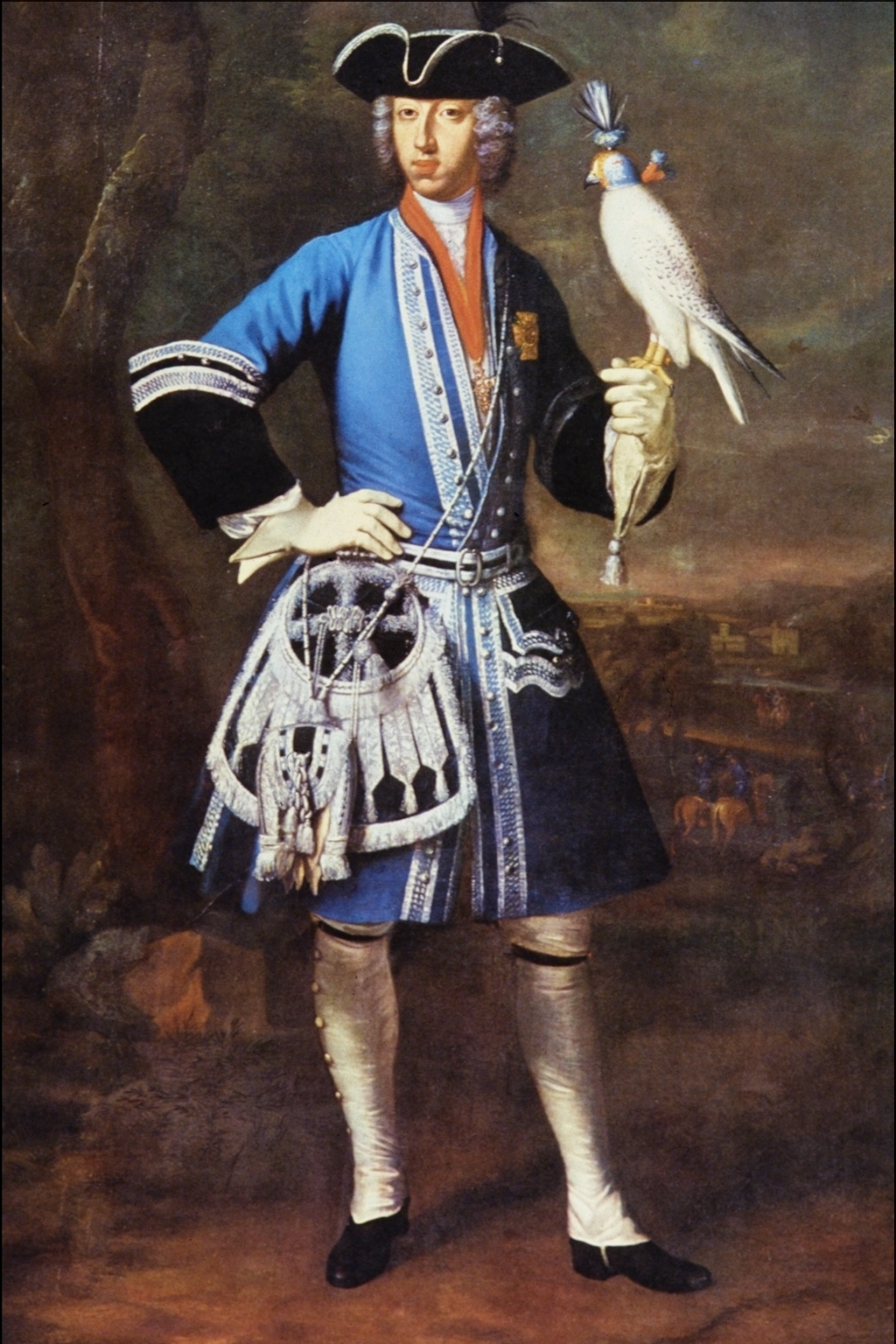
Clemens August als Falkner (Gemälde von Peter Jakob Horemans)

Bei seinem Herrschaftsantritt in Kurköln knüpfte Clemens August an die Politik seines Vorgängers Joseph Clemens an und bestätigte dessen Policeyordnung für das Herzogtum Westfalen (1723).
An der Politik im Inneren hatte Clemens August kaum Interesse. Oft kümmerte er sich monatelang nicht darum und es war schwierig, von ihm die nötigen Unterschriften zu bekommen. Auch in diesem Bereich ließ er seinen Untergebenen meist freie Hand, griff aber manchmal in die Geschäfte ein. Zu nennenswerten Reformen kam es daher nicht. Immerhin wurde im Hochstift Paderborn ein geheimes Ratskollegium als Spitze der weltlichen Verwaltung eingerichtet. Sieht man einmal von den Auswirkungen des Siebenjährigen Krieges ab, war die wirtschaftliche Lage für seine Untertanen durchaus nicht schlecht. Insbesondere von den Aufträgen des Hofes und von der fürstlichen Baupolitik profitierten verschiedene Bevölkerungsgruppen. Allein in Bonn wurden 1754 mehr als 1400 Werkleute beschäftigt.
Wenn auch möglicherweise nicht von ihm selbst vorangetrieben, verstärkte sich zumindest teilweise der kurfürstliche Einfluss im Inneren. Im Herzogtum Westfalen richtete sich die Politik auf die Verstärkung des landesherrlichen Einflusses. Die bislang weitgehend selbstständige Regierung von Landdrost und Räten wurde dem Hofrat in Bonn unterstellt. Das Anrufen der Reichsgerichte war nunmehr untersagt. Höchste Appellationsinstanz wurde der Hofrat in Bonn. Damit wurde das für das Rheinland geltende Privilegium de non appellando auch auf das Herzogtum ausgedehnt. Im Grund blieben damit nur die Landstände eine unabhängige Kraft.
Unter der Herrschaft von Clemens August kam es zu einer Reihe von Neuerungen im Bereich der Strafverfolgung. Traditionellerweise führten die Lokalverwaltungen und Landmilizen gelegentlich Streifen durch und wurden bei Festnahmen herangezogen. 1751 wurde mit einer Husarenkompanie die erste paramilitärische Polizeieinheit im Kurfürstentum Köln aufgestellt, die auf ständiger Basis Visitationen durchführte. Die Finanzierung erfolgte durch die Landstände.

## Hofleben

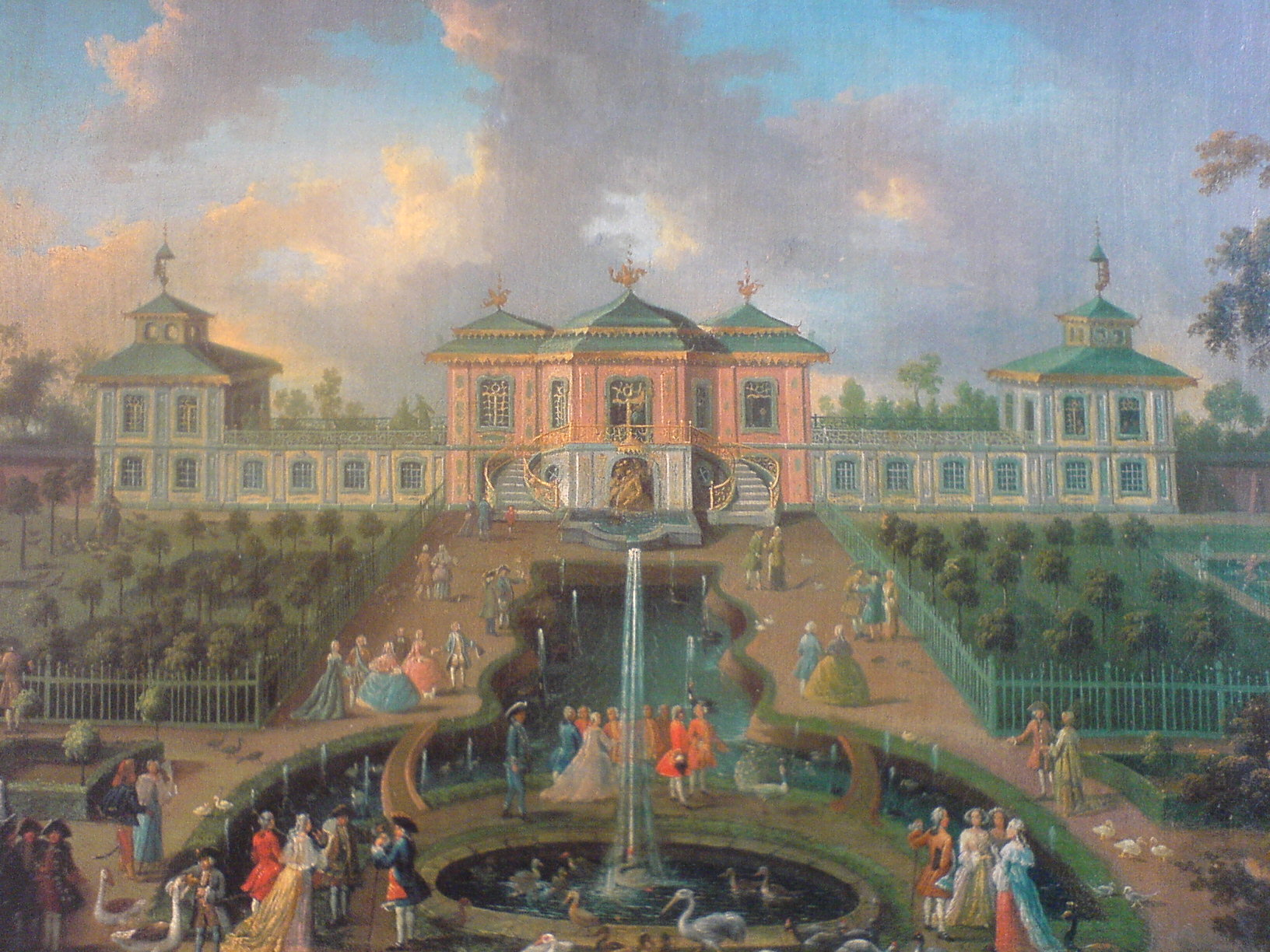
Hofstaat vor dem Chinesischen Pavillon am Schloss Brühl

Clemens August standen durch die Kumulierung seiner Ländereien im Vergleich zu seinem Vorgänger, Josef Clemens, deutlich mehr Mittel für seine Hofhaltung zur Verfügung. Die Größe des Bonner Hofstaats wuchs von 592 Ämtern im Jahr 1723 auf 1.275 Ämter im Jahr 1759. Nach seinem Tod wurde die Zahl der Hofämter drastisch auf 674 reduziert. Die Prachtentfaltung des kurkölnischen Hofes verlagerte sich von Josef Clemens zu Clemens August vom täglichen Zeremoniell nach dem Vorbild Ludwigs XIV. hin zu Festen, Bällen, Theater- und Musikdarbietungen und der Jagd. Das kurkölnische Hofzeremoniell wurde von auswärtigen Beobachtern, wie dem französischen Gesandten Abbé de Guébriand, als vergleichsweise formlos empfunden. Unter der Herrschaft von Clemens August bestand die Tendenz zu kleineren, intimeren Gesellschaften. Die Bühne adelig-höfischen Lebens, Schlossbauten, waren entsprechend in der Mehrzahl Lust- und Jagdschlösser.
Das Leben am Kurkölner Hof wurde, dem Bedeutungsverlust des Zeremoniells zum Trotz, von Zeitgenossen als extrem kostspielig beurteilt. Es lässt sich in publikumsbezogene, prachtvolle Repräsentation und intimere Lustbarkeiten unterteilen. Der Teilnehmerkreis weitete sich bei größeren Hoffestlichkeiten, wie Maskenbällen und Theatervorführungen, aus und umfasste nicht mehr ausschließlich den Adel, sondern zunehmend auch das gehobene Bürgertum. Ein noch regelmäßig stattfindendes Zeremoniell war das öffentliche Speisen des Kurfürsten an besonderen Feiertagen. Ehrbare Personen durften von der Galerie des Speisesaales des Bonner oder des Brühler Schlosses aus verfolgen, wie Clemens August von den Inhabern hoher Hofämter bedient wurde. Hierzu spielte die Hofkapelle Tafelmusik.
An der Spitze der Hofhaltung stand der Obristlandhofmeister. Darunter gab es die Stäbe des Obristhofmeisters, des Obristkämmerers, des Obristmarschalls und des Obriststallmeisters. An Umfang und Glanz war es der prächtigste Hof Nordwestdeutschlands. Clemens August zog durch diese Prachtentfaltung Adelige aus ganz Europa an seinen Hof, an dem auch der landsässige Adel zahlreich vertreten war. Auf symbolischer Ebene konkurrierte er so mit Fürsten, denen er an realen Machtmitteln unterlegen war. Welchen Aufwand Clemens August betrieb, zeigte sich etwa bei der Kaiserwahl von 1742. Er reiste mit einem Gefolge von 1600 Personen mit 750 Pferden an, während sein Bruder, der künftige Kaiser, nur über 1293 Personen und 405 Pferde verfügte. Die Kosten für die üppige Hofhaltung waren so hoch, dass sie die finanzielle Leistungsfähigkeit der kurfürstlichen Territorien überstiegen, so dass Clemens August auf die Subsidien des Auslandes angewiesen war, die er für politische Unterstützung von wechselnden Parteien kassierte.
An seinem Hof gab es überaus prachtvolle Bälle und Feste. Auch wurden Schauspiele, Opern und Komödien gezeigt. Dazu warb er deutsche, aber auch französische und italienische Ensembles an. Häufig führten auch die Angehörigen des Hofes Stücke auf, bisweilen trat Clemens August selbst dabei auf. Der Kurfürst spielte außerdem Viola da gamba. Nach 1746 diente der vormalige Plettenberger Hof, einst ein Geschenk Clemens Augusts an den von ihm später verbannten Ferdinand von Plettenberg, als Gästehaus für Diplomaten am kurfürstlichen Hofe und wurde ebenfalls für prunkvolle Festlichkeiten genutzt.
Am Hof spielten vornehme Damen eine wichtige Rolle. Viele von diesen versuchten dabei eigenen Interessen nachzugehen oder dienten als Agenten fremder Fürsten. Der Kurfürst hatte zahlreiche Affären. Darunter waren Beziehungen zur Gräfin Seinsheim, der Fürstin von Nassau-Siegen oder der Luise von Brandt. Daneben hatte er auch Beziehungen mit weniger hochgestellten Frauen. Er zeugte mit der Bonner Harfenistin Mechthild Brion seine Tochter Anna Maria, die später geadelt wurde (Anna Maria zu Löwenfeld (1735–1783)). Anna Maria heiratete später einen unehelichen Sohn (Franz Ludwig Graf von Holnstein (1723–1780)) seines Bruders Karl VII. Albrecht.

## Mäzen und Bauherr

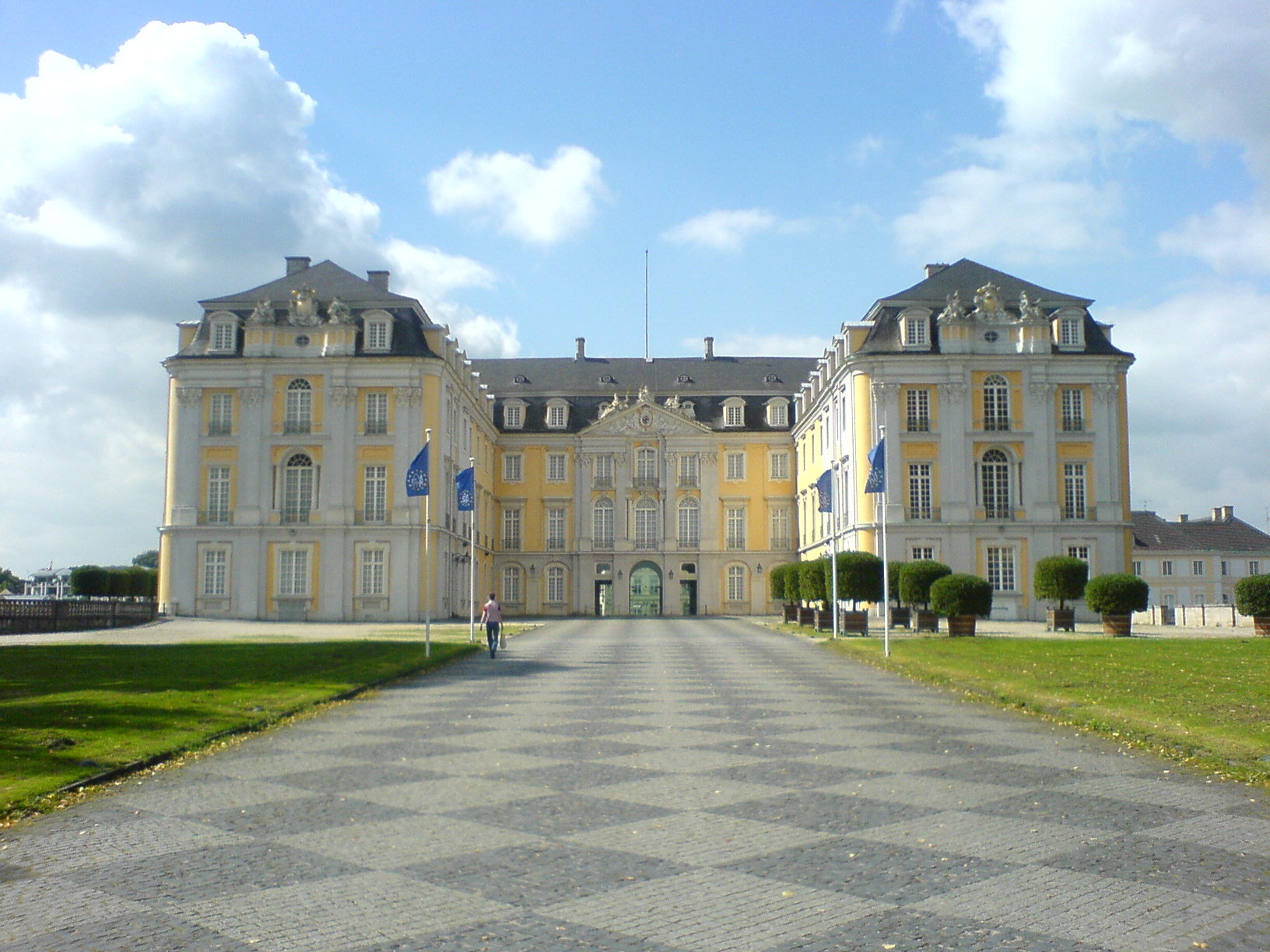
Schloss Augustusburg, Blick von Osten in den Ehrenhof

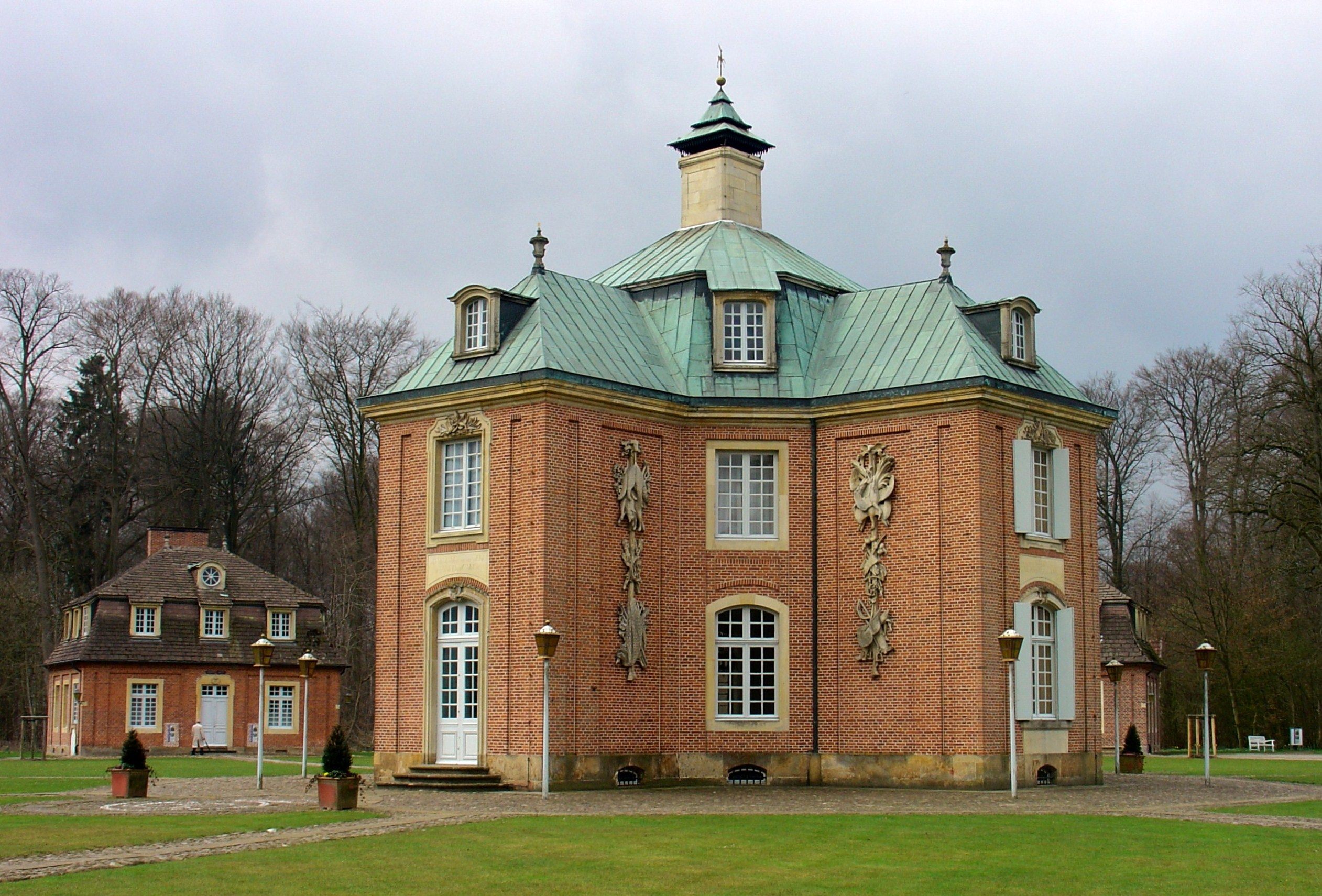
Schloss Clemenswerth – Hauptgebäude

Die Bühne für das Hofleben bildeten insbesondere die vom Kurfürsten neu- oder umgebauten Schlösser. Mit seiner breiten Ausbildung und seinem geschulten Kunstsinn lieh er teilweise hochrangige Künstler bei seinem Vater oder seinem das Reich regierenden Bruder Karl Albrecht aus und vermochte diese zu besonderen Leistungen anzuspornen. Zu den von ihm geförderten Baumeistern und Künstlern zählten unter anderem Johann Balthasar Neumann, François de Cuvilliés der Ältere, Johann Conrad Schlaun oder George Desmarées.

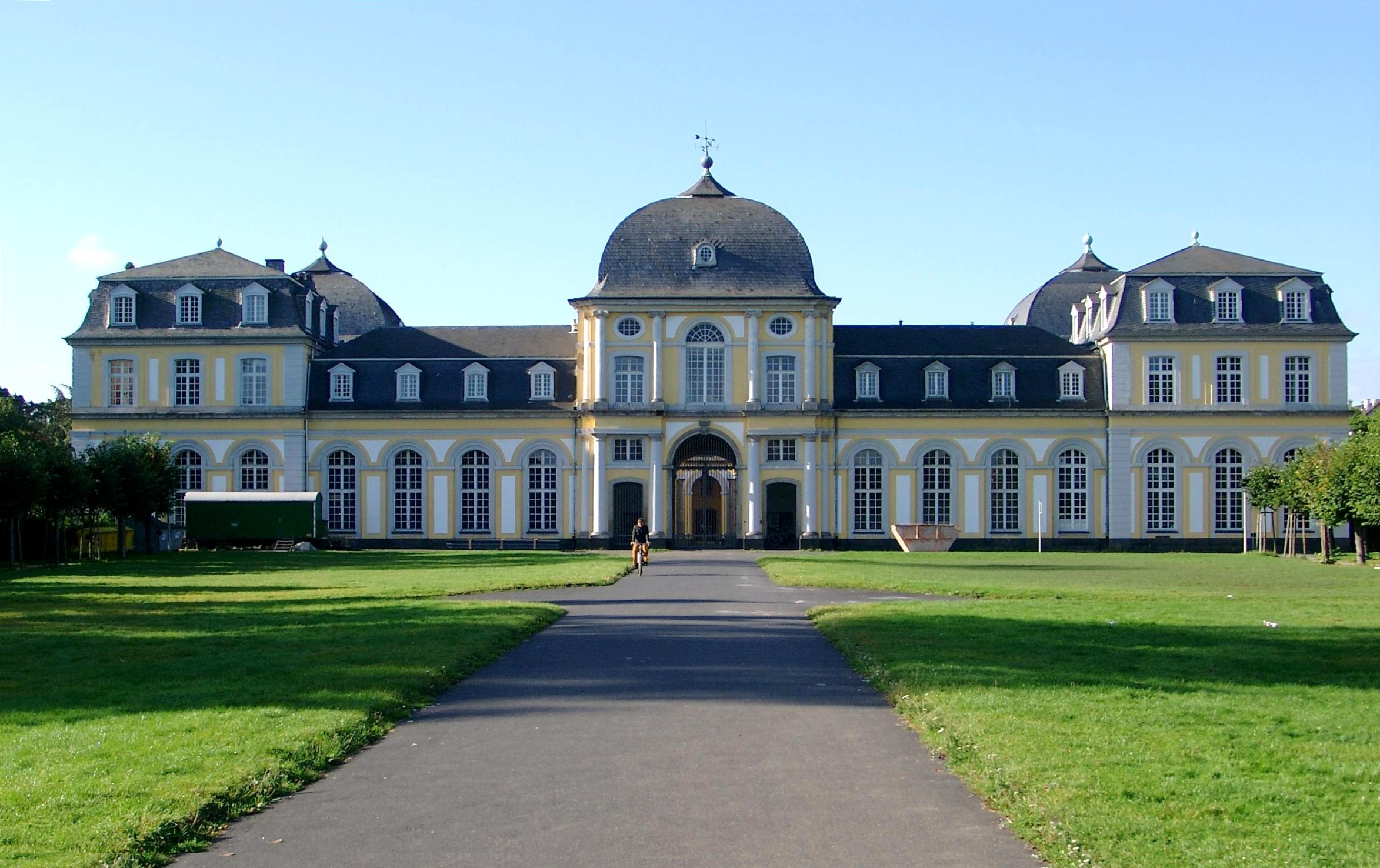
Poppelsdorfer Schloss, Alleeseite

Neubauten waren die Schlösser Augustusburg und Falkenlust in Brühl, das Jagdschloss Entenfang in Wesseling wurde ihm lange fälschlicherweise zugeschrieben, das Schloss Clemenswerth im emsländischen Sögel, das nicht mehr erhaltene Schloss Herzogsfreude im Kottenforst bei Bonn und das nur teilweise verwirklichte Schloss Liebenburg, nach Abriss der Burg Liebenburg. In diesen Bauwerken kommt auch seine Jagdlust zum Ausdruck. In Hildesheim ließ er das baufällige fürstbischöfliche Schloss durch einen Neubau ersetzen. Unter seiner Leitung erbaut wurde weiterhin die St.-Michael-Kirche in Berg am Laim und das Michaelstor in Bonn für den Ritterorden vom Heiligen Michael, dessen Großmeister er war. Die von ihm erweiterten und ausgebauten Bauwerke in Bonn, die Bonner Residenz und das Lustschloss Clemensruhe in Poppelsdorf, erbte er von seinem Vorgänger und Onkel Joseph Clemens. Hier ließ er auch die Poppelsdorfer Allee anlegen. Seine Residenz im zum Kurstaat gehörenden Herzogtum Westfalen, Schloss Arnsberg, ließ Clemens August ab 1729/30 von Johann Conrad Schlaun repräsentativ umbauen. Er ließ auch von 1724 bis 1730 das erste Teilstück des Münster’schen Canals erbauen, der Münster mit den Niederlanden verbinden sollte.

## Jäger und Ordensstifter
Eine weitere Leidenschaft von Clemens August war die Jagd. Seine bevorzugten Reviere waren der Kottenforst bei Bonn, die Gegend um Uerdingen und Arnsberg, der Hümmling und die Gegend um die Paderborner Residenz Schloss Neuhaus. Es wurden alle Arten der Jagd, darunter auch Parforcejagden, Entenschießen oder die Falkenjagd, betrieben. Angeblich als Wiedergutmachung für eine Verletzung, die er dem Bauherrn bei der Jagd zugefügt hatte, finanzierte er den Bau von Schloss Schwarzenraben mit.
Clemens August stiftete 1746 einen Jagdorden zu Ehren der Heiligen Venantius und Hubertus, den Hochadligen Ritterorden von der Gütigkeit (französisch Ordre de la Clémence, teilweise auch Ritterorden des Heiligen Hubertus zu Köln genannt). Der Orden bestand neben Clemens August als Großmeister („General“) aus maximal zwölf adeligen Mitgliedern („Ordensbrüder“), die sich aus bedeutenden Familien rekrutierten. Ordenszeichen war ein goldener Ring mit der Hirschlegende und der Inschrift Aussi Clément qu'Auguste. Diese mehrdeutige Ordensdevise lässt sich mit „So gütig wie erhaben“ wie auch mit „Sowohl gütig als auch ein Augustus“ übersetzen und ist gleichzeitig eine Anspielung auf den Namen „Clemens August“. Neue Mitglieder wurden nach der Heiligen Messe in der Kreuzbergkirche oder in der Venantius-Kapelle auf dem Röttgen, in der Nähe der Jagdschlösser Falkenlust bzw. Herzogsfreude, aufgenommen. Sekretär des Ordens war der Prior des Servitenkonvents auf dem Kreuzberg. Es ist anzunehmen, dass über die gemeinsame Jagdausübung auch Politik betrieben wurde. Der Orden erlosch nach dem Tod Clemens Augusts.

## Tod und Grablege
Clemens August starb am 6. Februar 1761 während des Siebenjährigen Krieges im Kurfürstentum Trier auf Schloss Philippsburg in der Festung Ehrenbreitstein. Mit ihm endete die seit dem 16. Jahrhundert ununterbrochene Herrschaft von Wittelsbachern über das Kurfürstentum Köln. In seinem Testament bedachte Clemens August lediglich seinen Nachfolger auf dem Kurstuhl und die kurkölnische Hofkammer, nicht aber seinen Neffen, den bayrischen Kurfürsten. Maximilian III. Joseph versuchte daraufhin das Testament vor dem Reichskammergericht anzufechten, scheiterte damit jedoch am 23. Januar 1767. Die plötzliche Vakanz von fünf der wichtigsten geistlichen Territorien im Nordwesten des Reiches hatte außerdem weitreichende politische Folgen, vor allem, da zu Lebzeiten von Clemens August kein Koadjutor gewählt worden und damit die Nachfolge offen war. Papst Clemens XIII. verweigerte am 11. März 1761 seine Zustimmung zur Wahl von Clemens Augusts Bruder Johann Theodor zum Kölner Erzbischof und begründete dies mit dessen skandalösem, ungeistlichem Lebenswandel. Damit endete die seit 1583 währende Regierung der Wittelsbacher über Kurköln.
Sein Grabmal, ein gemeinsames der bayerischen Kurfürsten von Köln, befindet sich über der Grabstätte seines Leibes in der Krypta des Kölner Domes an der Nordwand der Kreuz- oder Liebfrauenkapelle, in der bis ins 20. Jahrhundert der Dreikönigenschrein aufbewahrt wurde. Entsprechend der damals üblichen Mehrfachbestattung von Fürsten wurde sein Herz nach Altötting in die dortige Gnadenkapelle verbracht, während die Eingeweide in St. Remigius zu Bonn und Gehirn, Augen und Zunge in der Bonner Kapuzinergruft ihre letzte Ruhe fanden.

## Bedeutung
Es kann kein Zweifel daran bestehen, dass er persönlich fest im Katholizismus verwurzelt und willens war, seine geistlichen Pflichten zu erfüllen. Dasselbe gilt auch für seine Aufgaben als Landesherr. Er zeigte sich allerdings oft unsicher bei seinen politischen Entscheidungen und schwankte insgesamt zwischen einer profranzösischen und einer prohabsburgischen Richtung hin und her. Stark abhängig war er von Beratern, Günstlingen und den hinter diesen stehenden auswärtigen Mächten. Vor allem die ältere Forschung hat ihn als schwach, labil, charakterlos und insgesamt politisch unfähig beschrieben. Auch wenn er politisch wenig begabt und von Beratern abhängig gewesen sei, werden die harschen Urteile heute doch etwas relativiert.
Das Schwanken seiner Politik spiegelt unter anderem die strukturelle Schwäche seiner Macht wider. Diese Territorien bildeten zwar räumlich einen recht geschlossenen Verband, waren politisch aber doch sehr unterschiedlich. Die Einflüsse der Stände, insbesondere der Domkapitel, blieben groß. Auch wenn er teilweise, etwa im Herzogtum Westfalen, versuchte die Macht des Landesherren auszubauen, blieb seine Herrschaft vom zeitgenössischen Absolutismus weit entfernt und er blieb von den Ständen insbesondere hinsichtlich der Steuerbewilligung abhängig.
Einen Ausweg aus dieser finanziellen und politischen Begrenzung bildete die Entgegennahme von Subsidien auswärtiger Mächte. Insbesondere der König von Frankreich war freigebig – selbst die preußischen Könige nahmen solche Subsidien entgegen. Aufgrund der Größe und Lage seiner Ländereien war Clemens August daher von Frankreich, den Niederlanden, Großbritannien-Hannover und Preußen umworben.
Auf diese Gelder von außen war er angewiesen, weil die Einkünfte seiner Territorien zu gering waren, um die hohen Kosten seiner Bauten und Hofhaltung zu decken. So spielte die Höhe der versprochenen Gelder bei dem Wechsel der Bündnisse eine wichtige Rolle. Insofern war die Politik von Clemens August in gewissem Sinn rational. Übergeordnete Prinzipien, seien es die Interessen des Reiches oder gar die Nation, spielten für ihn keine Rolle. Dies unterschied ihn kaum von anderen Herrschern der Zeit.
Es fehlte an einer nennenswerten Armee. Seine Truppen waren selbst zur Verteidigung zu schwach, so dass Clemens August, schon um seine Länder aus den Kriegen herauszuhalten und seine Herrschaft zu sichern, auf Bündnisse angewiesen war. Anders als seine Vorgänger investierte Clemens August nicht in den Bau von Festungen und den Unterhalt von Soldaten. Vielmehr verkleinerte er sogar die Armee des Kurstaates, um mehr Geld für seinen Hofstaat auszugeben. In Erkenntnis seiner militärischen Schwäche führte er eine Schaukelpolitik zwischen den Mächten und konzentrierte sich ganz auf den Ausbau seiner Schlösser und die Hofhaltung. Die hohen Schulden zwangen seine Nachfolger zu einem harten Sparkurs. Dies erklärt die Verklärung seiner Zeit im Rückblick: „Bei Clemens August trug man blau und weiß, da lebte man wie im Paradeis.“

## Titel

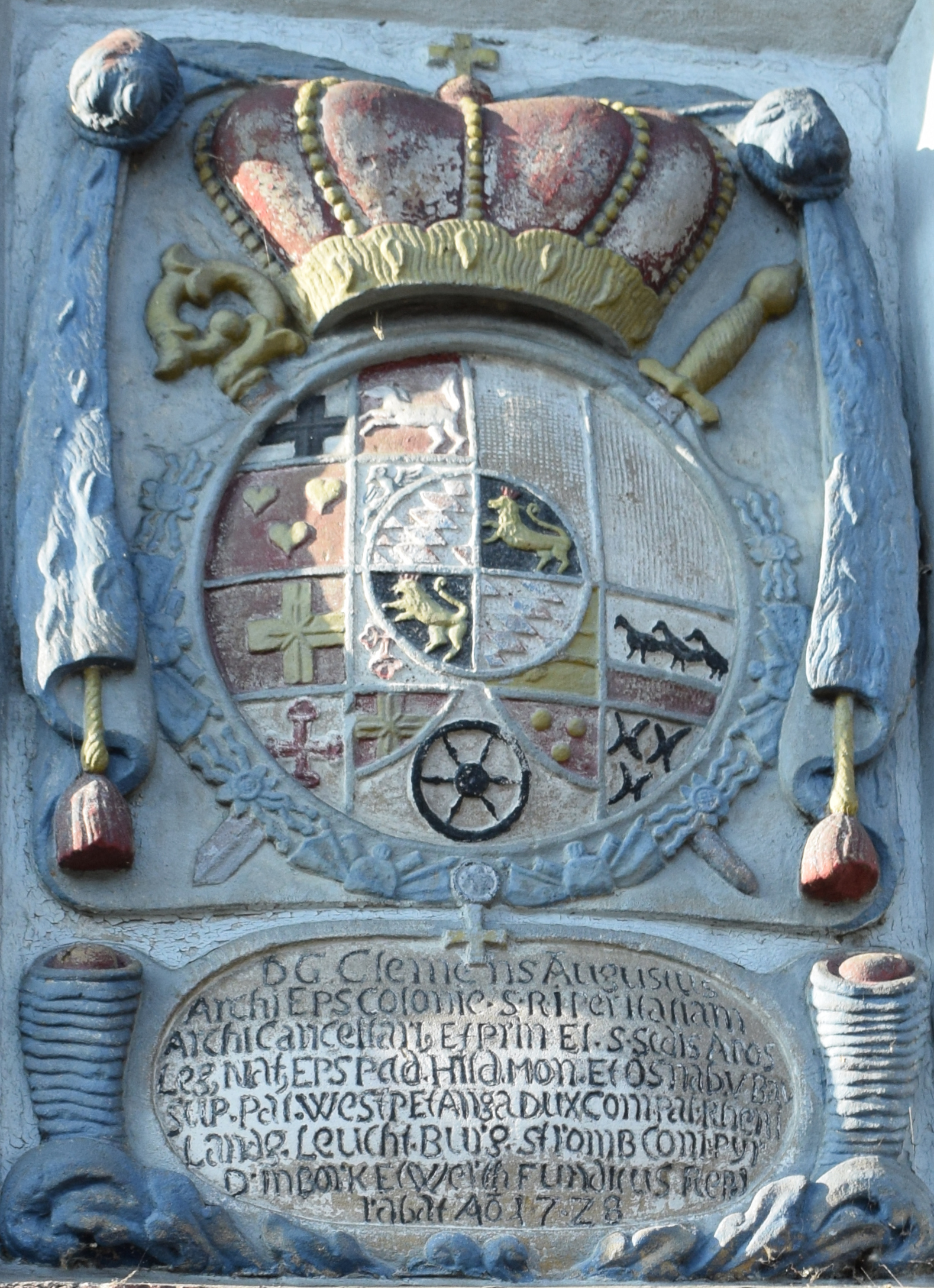
Wappen von Clemens August als Fürstbischof, umgeben von der Collane des Michaelsordens, darunter sein Titel in lateinischer Sprache, am Wappenstein der Westerloher Mühle in Delbrück

Der volle Titel, in zeitgenössischer Rechtschreibung, lautete:

„Clemens August, Erzbischof zu Cöllen, des Heiligen Römischen Reichs durch Italien Ertzkanzler und Churfürst, legatus natus des Heiligen Apostolischen Stuhls zu Rom, Administrator des Hochmeisterthumbs in Preußen, Meister Teutschen Ordens in Teutsch und Welschen Landen, Bischof zu Paderborn, Hildesheim, Münster und Osnabrück, in Ober- und Niederbayern, auch der Obern Pfaltz, in Westphalen und zu Engern Hertzog, Pfalzgraf bei Rhein, Landgraf zu Leuchtenberg, Burggraf zu Stromberg, Graf zu Pirmont, Herr zu Borckelohe, Werth, Freudenthal und Eulenberg.“

Der Titel ist dabei, in absteigender Reihenfolge, aus folgenden Ämtern zusammengesetzt:
- Erzbischof von Köln: Erzkanzler durch Italien, Kurfürst (beides in der Goldenen Bulle 1356 bestätigt), legatus natus des Heiligen Stuhls, Herzog in Westfalen und zu Engern (seit 1180)
- Hochmeister: Administrator des Hochmeistertums in Preußen, Meister des Deutschen Ordens in deutschen und welschen Landen (Personalunion seit 1530, seit dem 17. Jahrhundert auch in der Kurzform „Hoch- und Deutschmeister“ gebräuchlich), Herr zu Freudenthal und Eulenberg (seit der Schlacht am Weißen Berg 1620)
- Bischof von Paderborn: Graf zu Pyrmont (Anspruch seit 1494)
- Bischof von Münster: Burggraf zu Stromberg (seit 1170), Herr zu Borculo und Werth

Als geborenes Mitglied des Hauses Wittelsbach führte er von Geburt an die Titel Herzog von Oberbayern, Niederbayern und Oberpfalz, Pfalzgraf bei Rhein und Landgraf zu Leuchtenberg.

## Rezeption

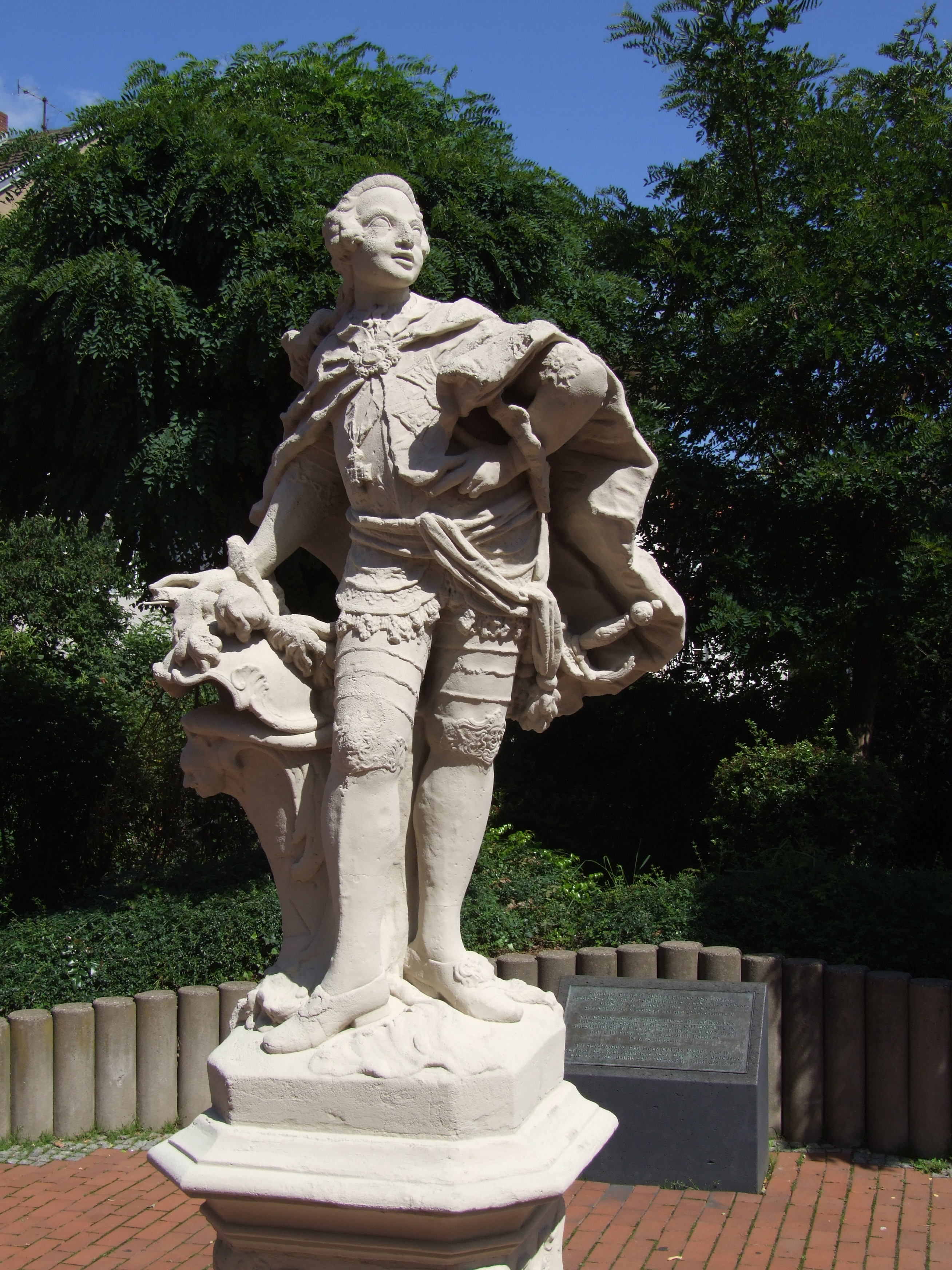
Clemens-August-Denkmal in Brühl

Anlässlich des 300. Geburtstags Clemens Augusts wurde im Jahr 2000 in Bonn, Köln, Jülich, Brühl und Miel die Ausstellung Der Riss im Himmel – Clemens August und seine Epoche gezeigt.
Im Jahr 2011 erschien von Tilman Röhrig ein historischer Roman über Clemens August mit dem Titel Der Sonnenfürst.
2016 widmeten das Diözesanarchiv Regensburg und das Fürst Thurn und Taxis Zentralarchiv der Wahl Clemens August zum Bischof von Regensburg sowie der Italienreise mit seinem Bruder eine Jubiläumsausstellung unter dem Titel Prinzenrollen 1715/16. Wittelsbacher in Rom und Regensburg. Die Ausstellung wurde von der Musikwissenschaftlerin Andrea Zedler und dem Historiker Jörg Zedler konzipiert.
Im September 2020 enthüllte die Stadt Brühl eine Infotafel zu dem politisch folgenschweren Duell im Jahr 1733, bei dem Clemens August seinen engen Vertrauten Johann Baptist von Roll verlor.

## Ahnentafel
| Ahnentafel von Clemens August von Bayern | Ahnentafel von Clemens August von Bayern                                                              | Ahnentafel von Clemens August von Bayern                                                              | Ahnentafel von Clemens August von Bayern                                                              | Ahnentafel von Clemens August von Bayern                                                              | Ahnentafel von Clemens August von Bayern                                                                         | Ahnentafel von Clemens August von Bayern                                                                         | Ahnentafel von Clemens August von Bayern                                                                         | Ahnentafel von Clemens August von Bayern                                                                         |
| ---------------------------------------- | --- | --- | --- | --- | --- | --- | --- | --- |
| Ururgroßeltern                           | Herzog Wilhelm V. von Bayern (1548–1626) ⚭ 1568 Renata von Lothringen (1544–1602)                     | Kaiser Ferdinand II. (1578–1637) ⚭ 1600 Maria Anna von Bayern (1574–1616)                             | Herzog Karl Emanuel I. von Savoyen (1562–1630) ⚭ 1585 Katharina Michaela von Spanien (1567–1597)      | König Heinrich IV. von Frankreich (1553–1610) ⚭ 1600 Maria de’ Medici (1575–1642)                     | Marek Sobieski (1548/50–1605) ⚭ Jadwiga Snopkowska (1556/59–1588/89)                                             | Jan Daniłowicz (1570–1628) ⚭ Zofia Żółkiewska (1590–1634)                                                        | Antoine de La Grange d’Arquien ⚭ Anne d’Ancienville                                                              | Baptiste de La Châtre of Bruillebault ⚭ Gabrielle Lamy                                                           |
| Urgroßeltern                             | Kurfürst Maximilian I. von Bayern ⚭ 1635 Erzherzogin Maria Anna von Österreich (1610–1665)            | Kurfürst Maximilian I. von Bayern ⚭ 1635 Erzherzogin Maria Anna von Österreich (1610–1665)            | Herzog Viktor Amadeus I. von Savoyen (1587–1637) ⚭ 1619 Christina von Frankreich (1606–1663)          | Herzog Viktor Amadeus I. von Savoyen (1587–1637) ⚭ 1619 Christina von Frankreich (1606–1663)          | Jakub Sobieski (1590–1646) ⚭ 1627 Zofia Teofillia Daniłowicz (1607–1661)                                         | Jakub Sobieski (1590–1646) ⚭ 1627 Zofia Teofillia Daniłowicz (1607–1661)                                         | Henri Albert de La Grange d’Arquien (1613–1707) ⚭ Françoise de la Châtre                                         | Henri Albert de La Grange d’Arquien (1613–1707) ⚭ Françoise de la Châtre                                         |
| Großeltern                               | Kurfürst Ferdinand Maria von Bayern (1636–1679) ⚭ 1652 Henriette Adelheid von Savoyen (1636–1676)     | Kurfürst Ferdinand Maria von Bayern (1636–1679) ⚭ 1652 Henriette Adelheid von Savoyen (1636–1676)     | Kurfürst Ferdinand Maria von Bayern (1636–1679) ⚭ 1652 Henriette Adelheid von Savoyen (1636–1676)     | Kurfürst Ferdinand Maria von Bayern (1636–1679) ⚭ 1652 Henriette Adelheid von Savoyen (1636–1676)     | König Johann III. Sobieski von Polen (1629–1696) ⚭ 1665 Marie Casimire Louise de la Grange d’Arquien (1641–1716) | König Johann III. Sobieski von Polen (1629–1696) ⚭ 1665 Marie Casimire Louise de la Grange d’Arquien (1641–1716) | König Johann III. Sobieski von Polen (1629–1696) ⚭ 1665 Marie Casimire Louise de la Grange d’Arquien (1641–1716) | König Johann III. Sobieski von Polen (1629–1696) ⚭ 1665 Marie Casimire Louise de la Grange d’Arquien (1641–1716) |
| Eltern                                   | Kurfürst Maximilian II. Emanuel von Bayern (1662–1726) ⚭ 1695 Therese Kunigunde von Polen (1676–1730) | Kurfürst Maximilian II. Emanuel von Bayern (1662–1726) ⚭ 1695 Therese Kunigunde von Polen (1676–1730) | Kurfürst Maximilian II. Emanuel von Bayern (1662–1726) ⚭ 1695 Therese Kunigunde von Polen (1676–1730) | Kurfürst Maximilian II. Emanuel von Bayern (1662–1726) ⚭ 1695 Therese Kunigunde von Polen (1676–1730) | Kurfürst Maximilian II. Emanuel von Bayern (1662–1726) ⚭ 1695 Therese Kunigunde von Polen (1676–1730)            | Kurfürst Maximilian II. Emanuel von Bayern (1662–1726) ⚭ 1695 Therese Kunigunde von Polen (1676–1730)            | Kurfürst Maximilian II. Emanuel von Bayern (1662–1726) ⚭ 1695 Therese Kunigunde von Polen (1676–1730)            | Kurfürst Maximilian II. Emanuel von Bayern (1662–1726) ⚭ 1695 Therese Kunigunde von Polen (1676–1730)            |
| Clemens August von Bayern                | | | | | | | | |